# Seznam léčivých rostlin, B
Toto je seznam léčivých rostlin, jejichž český název začíná písmenem B.

CELÝ SEZNAM A-B-C-Č-D+Ď-E+F+G-H-Ch+I+J-K-L-M-N+O-P-R+Ř-S+Š-T+U-V+W+Y-Z+Ž

## B
| Český název (další českojazyčné a lidové názvy) | Vědecký název                                                           | Užívaná část                                      | Lékopisný název                                                          | Charakteristika účinků a použití                                                                                            | Botanické vyobrazení nebo fotka |
| --- | ----------------------------------------------------------------------- | ------------------------------------------------- | ------------------------------------------------------------------------ | --- | ------------------------------- |
| Babí hněv horní (bartska, lepnice) | Bartsia alpina (L.)                                                     |                                                   |                                                                          | |                                 |
| Badyáník pravý (anýzovec pravý, badyán hvězdičkové koření)                                                                                         | Illicium verum (Hook.f.)                                                | badyáníkový plod                                  | Anisi stellati fructus (oficiální v Čsl 1)                               | expektorans, karminarivum, dezodorans                                                                                       |                                 |
| Banánovník rajský | Musa × paradisiaca (L.)                                                 |                                                   | mouka ze sušených plodů                                                  | při chorobách trávicího ústrojí                                                                                             |                                 |
| Baptisie jižní | Baptisia australis (L.) (R.Br.)                                         | kořeny                                            |                                                                          | desinfekce ran - antibakteriální působení, posílení odolnosti proti bakteriálním infekcí, anipyretické účinky               |                                 |
| Barborka obecná (zelí sv. Barbory, kozí vemeno) | Barbarea vulgaris (W.T.Aiton)                                           |                                                   |                                                                          | |                                 |
| Barvínek menší (barvenka, brčál, brněj, zelenec, zimostráž...)                                                                                     | Vinca minor (L.)                                                        | nať, čerstvá rostlina                             | Herba vincae minoris, Vinca minor                                        | zlepšuje prokrvení, tiší krvácení, užití při kožních chorobách                                                              |                                 |
| Bařička bahenní (stojatka, trojhrotník) | Triglochin palustris (L.)                                               |                                                   |                                                                          | |                                 |
| Batátovník jedlý | Ipomoea batatas (L.) (Lam.)                                             |                                                   |                                                                          | |                                 |
| Bavlník barbadoský | Gossypium barbadense (L.)                                               | olej ze semen                                     | Gossypii oleum hydrogenatum                                              | |                                 |
| Bazalka posvátná | Ocimum tenuiflorum (L.)                                                 |                                                   |                                                                          | |                                 |
| Bazalka pravá (německý pepř, voňavý hřebíček) | Ocimum basilicum (L.)                                                   | nať, listy                                        | Herba basilicineoficiální, Folium basilicineoficiální                    | proti nadýmání, v aromaterapii                                                                                              |                                 |
| Bažanka roční | Mercurialis annua (L.)                                                  |                                                   |                                                                          | |                                 |
| Bedrník obecný/bedrník větší (bebrník, bedrmon, bedrmor, bedrnice, bedčina, boží fousy, halič, chuť, jednorožec, jestřábí krev, ochvat, třebník... | Pimpinella saxifraga (L.) /Pimpinella major (L.)                        | kořen, čerstvý kořen                              | Radix pimpinellae, Pimpinella alba                                       | podporuje odhleňování horních cest dýchacích, mírně podporuje menstruaci, posiluje žaludek                                  |                                 |
| Benedikt lékařský (čubet..) | Centaurea benedicta (L.)                                                | nať, čerstvá kvetoucí rostlina                    | Herba cardui benedicti, Cardus benedictus                                | posilující trávicí ústrojí, zevně antistafylokokové účinky                                                                  |                                 |
| Bělomech sivý | Leucobryum glaucum (Hedw.) (Ångstr.) (Fr.)                              |                                                   |                                                                          | |                                 |
| Bělotrn kulatohlavý | Echinops sphaerocephalus (L.)                                           | plody                                             | Fructus echinops, Semen echinops                                         | kardiotonikum, parasympatikometikum, antisklerotikum. Při obrnách, vápenatění tepen, svalových poruchách, očních chorobách. |                                 |
| Bělozářka liliovitá | Anthericum liliago (L.)                                                 |                                                   |                                                                          | |                                 |
| Bér přeslenatý (klásečky) | Setaria verticillata (L.) (P.Beauv.)                                    |                                                   |                                                                          | |                                 |
| Bér vlašský (bérové jáhly, čumiza, gomi, mohár, mučec, vlašské proso)                                                                              | Setaria italica (L.)                                                    |                                                   |                                                                          | |                                 |
| Bér zelený | Setaria viridis (L.)                                                    |                                                   |                                                                          | |                                 |
| Berla úzkolistá (dumbirec) | Berula erecta (Huds.) (Coville)                                         |                                                   |                                                                          | |                                 |
| Řebříček bertrám (kolotoč, myší chvost, ptarmika, tharok,...)                                                                                      | Achillea ptarmica (L.)                                                  |                                                   |                                                                          | |                                 |
| Bez černý (kozenka, bezinky, psí bez, smradlavý bez)                                                                                               | Sambucus nigra (L.)                                                     | květy, čerstvé listy a květy, kůra, čerstvé květy | Flores sambuci, Sambucus nigra, Sabmucus e cortice, Sambucus e floribus  | při kurdějích (avitaminóze vitaminu C), potopudné, silné projímavé – (začerstva), silné diuretické, analgetické             |                                 |
| Bez červený (babulinky, bez horní, bez hroznatý, bezinky červené,...)                                                                              | Sambucus racemosa (L.)                                                  |                                                   |                                                                          | |                                 |
| Bez chebdí | Sambucus ebulus (L.)                                                    | kořen; čerstvé, zralé peckovice                   | Radix ebuli; Sambucus ebulus                                             | potopudné a močopudné, užití při chorobách močové soustavy                                                                  |                                 |
| Bezkolenec modrý (bezuzlice, kloubnatěnka, smrděnka, smrdí)                                                                                        | Molinia coerulea (Moench.)                                              |                                                   |                                                                          | |                                 |
| Bika ladní (bubáčky, chlupaňa, kocouří drápky, kominíčky, zajíček...)                                                                              | Luzula campestris (L.) (DC.)                                            |                                                   |                                                                          | |                                 |
| Bílojetel pětilistý | Dorycnium pentaphyllum (Scop.)                                          |                                                   |                                                                          | |                                 |
| Blahovičník kulatoplodý (eukalyptus, sladká mana, železné dřevo)                                                                                   | Eucalyptus globulus (L.)                                                | list                                              | Eucalypti folium                                                         | |                                 |
| Blatnice bahenní (hrouznice, hrůznice) | Scheuchzeria palustris (L.)                                             |                                                   |                                                                          | |                                 |
| Blatouch bahenní (babí plesk, balvoko, bambulky, blejskavé kvítí                                                                                   | Caltha palustris (L.)                                                   |                                                   |                                                                          | |                                 |
| Bledule jarní (blednivka) | Leucoium vernum (L.)                                                    |                                                   |                                                                          | |                                 |
| Blešník obecný (blešnivec, chmelík, zlatý traňk prostřední)                                                                                        | Pulicaria vulgaris (L.)                                                 |                                                   |                                                                          | |                                 |
| Blešník úplavičný (blešnivec, zlatý traňk prostřední)                                                                                              | Pulicaria dysenterica (L.)                                              |                                                   |                                                                          | |                                 |
| Blín černý (blejn, ďáblovo oko, furgácie, kapří květ, sviní bob arkadský, telian, žbánečky...)                                                     | Hyoscyamus niger (L.)                                                   | list, kvetoucí nať, semena                        | Folium hyoscyami,oficiální v ČsL2 Herba hyoscyami, Semen hyoscyami       | antiastmatikum, spasmolytikum                                                                                               |                                 |
| Bobkovišeň lékařská (bobková slíva, bobková vrba)                                                                                                  | Laurocerasus officinalis (Roem.)                                        |                                                   |                                                                          | |                                 |
| Bojínek luční (chcápek, ocásek, pásník, timotějka, týmol...)                                                                                       | Phleum pratense (L.)                                                    |                                                   |                                                                          | |                                 |
| Boldovník vonný | Peumus boldus (Molina)                                                  | list                                              | Folium boldo                                                             | stimuluje tvorbu žluči |                                 |
| Bolehlav plamatý (blakota, gyr, kozí petržel, mátožník, mrkvoun, myší kmín, sviňská veš, štěklec, všivák...)                                       | Conium maculatum (L.)                                                   | nat, plod                                         | Herba conii, Fructus conii                                               | smrtǃ, vhodné pouze k farmaceutickému zpracování                                                                            |                                 |
| Bolševník obecný/bolševník velkolepý (andělička, bolšán, bršť, kmín sviňský, sviní vešky...)                                                       | Heracleum sphondylium (L.) /Heracleum mantegazzianum (Sommier) (Levier) |                                                   |                                                                          | |                                 |
| Bombajské konopí (ibišek konopovitý, proskurník konopný, jávská juta, kenaf, konopí gambo                                                          | Hibiscus cannabinus (L.)                                                |                                                   |                                                                          | |                                 |
| Borovice Banksova (banksovka) | Pinus banksiana (Lamb.)                                                 |                                                   |                                                                          | |                                 |
| Borovice kleč/Borovice horní (kosodřevina) | Pinus mugo (Turra.)                                                     |                                                   |                                                                          | |                                 |
| Borovice lesní | Pinus silvestris (L.)                                                   | pupeny, pryskyřice                                | Turio pini, Oleum terebinthinae retificantum, Resina colophonium         | aromaterapie, do mastí na bolesti pohybového ústrojí                                                                        |                                 |
| Borovice limba | Pinus cembra (L.)                                                       |                                                   |                                                                          | |                                 |
| Borovice pinie | Pinus pinea (L.)                                                        |                                                   |                                                                          | |                                 |
| Borovice sibiřská | Pinus sibirica (Du Tour)                                                |                                                   |                                                                          | |                                 |
| Borovice vejmutovka | Pinus strobus (L.)                                                      |                                                   |                                                                          | |                                 |
| Borůvkovník (kanadská borůvka) | Gaylussacia (Kunth) ssp. H.B.K.                                         |                                                   |                                                                          | |                                 |
| Bradáček | Listera sp.                                                             |                                                   |                                                                          | |                                 |
| Brambor | Solanum tuberosum (L.)                                                  |                                                   |                                                                          | |                                 |
| Brslen evropský | Euonymus europaea (L.)                                                  | plody, kůra, kořen, list                          | Fructus euonymi, Cortex euonymi, Radix euonymi, Folium euonymi           | zevně proti svrabu a dalším zevním parazitům                                                                                |                                 |
| Boryt barvířský | Isatis tinctoria (L.)                                                   |                                                   |                                                                          | |                                 |
| Bršlice kozí noha | Aegopodium podagraria (L.)                                              |                                                   |                                                                          | |                                 |
| Brusnice borůvka (borůvka černá, borůvčí, hafera,myrtovka)                                                                                         | Vaccinium myrtillus (L.)                                                | plody, listy, čerstvé plody, z čerstvých listů    | Fructus myrtilli, Folia myrtilli, Vaccinium myrtillus, Myrtillus e folia | podpůrná léčba při cukrovce, úprava stolice, stahující účinky, péče o kůži a ústní sliznici                                 |                                 |
| Brutnák lékařský | Borago officinalis (L.)                                                 | květ a nať                                        | Flos boraginisNeoficiální, Herba boraginisNeoficiální                    | zevně k hojení ran, vyrážek a vřídků, vnitřně na choroby močových a dýchacích cest                                          |                                 |
| Břečťan popínavý | Hedera helix (L.)                                                       | list                                              | Folium hederacea                                                         | desinficiens |                                 |
| Bříza bradavičnatá (bříza bělokorá, bříza bílá, břest, deruzda)                                                                                    | Betula pendula (Roth.)                                                  | listy, kůra (na mast), míza                       | Folia betulae, Pix betulina/Oleum rusci, Betula pendula/Betula alba      | dehydratující, odčervující, zevně při kožních chorobách, vlasové tonikum                                                    |                                 |
| Bukvice lékařská | Stachys officinalis (L.)                                                | listy, nať                                        | Folium betonicaeneoficiální, Herba betonicaeneoficiální                  | astma, záněty močového ústrojí, padoucnice, katar žaludku a střev                                                           |                                 |
| Buřina srdečník | Leonurus cardiaca (L.)                                                  | nať, čerstvá rostlina                             | Herba leonuri, Leonorus cardiaca                                         | uklidňujíci vliv na srdce                                                                                                   |                                 |